# Apostilleverdrag

Lidstaten bij de conventie (leden van de HCCH)
Lidstaten bij de conventie (niet-leden van de HCCH)

Het Apostilleverdrag, officieel het Verdrag tot afschaffing van het vereiste van legalisatie van buitenlandse openbare akten is een multilateraal verdrag dat voorziet in een eenvoudige procedure om officiële documenten (zoals geboorteakten en douaneformulieren) te gebruiken in het buitenland. Het verdrag is opgesteld binnen de Haagse Conferentie voor Internationaal Privaatrecht (HCCH) op 5 oktober 1961. Het verdrag geldt tussen de 103 landen (waaronder alle landen van de Europese Unie) die partij zijn geworden bij het verdrag.

## Apostille

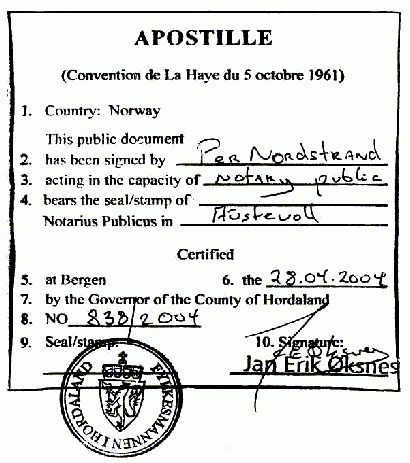
Een door Noorse autoriteiten afgegeven apostille

In de bij dit verdrag geregelde procedure wordt bij een officiële instantie in het land waar de akte is gehaald een stempel gezet met een uniforme indeling: de Apostille. Met deze ingevulde stempel kan het document direct in andere landen worden gebruikt. Het alternatief (legalisatie) is meestal veel omslachtiger, aangezien het vaak authenticatie vereist van zowel autoriteiten in het afgevende land als het ontvangende land. In Nederland zijn de rechtbanken aangewezen om Apostilles te plaatsen.

## Europese Unie
Sinds 16 februari 2019 is binnen de EU de verordening openbare documenten van toepassing (Officieel: Verordening (EU) nr. 2016/1191 van het Europees Parlement en de Raad van 6 juli 2016 betreffende de bevordering van het vrije verkeer van burgers door vereenvoudigde overlegging van bepaalde openbare documenten in de Europese Unie en tot wijziging van Verordening nr. 1024/2012). Hierdoor zijn documenten binnen de EU vrijgesteld van legalisatie als zij tot doel hebben om een van de volgende feiten vast te stellen:
- geboorte;
- in leven zijn;
- overlijden;
- naam;
- huwelijk,
- huwelijksbevoegdheid
- burgerlijke staat
- huwelijksontbinding, inclusief scheiding van tafel en bed en nietigverklaring van een huwelijk
- geregistreerd partnerschap
- ontbinding en nietigverklaring van een geregistreerd partnerschap
- afstamming;
- adoptie;
- woon- en/of verblijfplaats;
- nationaliteit;
- deelnamemogelijkheid aan verkiezingen van het Europees parlement of de gemeenteraad door een burger van de EU, actief of passief.

Van een groot aantal documenten, waaronder alle (standaard) registerakten van de burgerlijke stand, kan de burger vragen om een vertaling. De ambtenaar die het originele document (afschrift of uittreksel) afgeeft moet in dat geval ook nog een meertalig modelformulier invullen en afgeven.